# Cirolana yunca
Cirolana yunca är en kräftdjursart som först beskrevs av Lazar Botosaneanu och Thomas M. Iliffe 2000.  Cirolana yunca ingår i släktet Cirolana och familjen Cirolanidae. Inga underarter finns listade i Catalogue of Life.